# Markus Strömbergsson
Markus Strömbergsson (Gävle, 1975. április 26. –) svéd nemzetközi labdarúgó-játékvezető.

## Pályafutása

### Nemzeti játékvezetés
A játékvezetésből 1997-ben Allsvenskan körzetében vizsgázott, 2003-ban országos, 2008-ban lett a Premier League játékvezetője. 2012-től professzionális játékvezető.

#### Nemzeti kupamérkőzések
Vezetett Kupa-döntők száma: 1.

##### Svéd labdarúgókupa
| Időpont           | Helyszín                      | Mérkőzés típusa | Mérkőzés                  | Eredmény | Nézők száma |
| ----------------- | ----------------------------- | --------------- | ------------------------- | -------- | ----------- |
| 2011. november 5. | Olimpiai Stadion, Helsingborg | döntő           | Helsingborgs IF–Kalmar FF | 3 – 1    | 9513        |

### Nemzetközi játékvezetés
A Svéd labdarúgó-szövetség Játékvezető Bizottsága (JB) terjesztette fel nemzetközi játékvezetőnek, a Nemzetközi Labdarúgó-szövetség (FIFA) 2006-tól tartotta nyilván bírói keretében. A FIFA JB központi nyelvei közül a angolt beszéli. Több nemzetek közötti válogatott és klubmérkőzést vezetett, működő társának 4. játékvezetőként, illetve alapvonali bíróként tevékenykedett. A svéd nemzetközi játékvezetők rangsorában, a világbajnokság-Európa-bajnokság sorrendjében többedmagával a 13. helyet foglalja el 4 találkozó szolgálatával (2014).
FIFA JB besorolás szerint 2012-től elit kategóriás bíró. Öccse Martin Strömbergsson is FIFA játékvezető. Válogatott mérkőzéseinek száma: 6 (2014).

#### Labdarúgó-világbajnokság

##### U20-as labdarúgó-világbajnokság
Kolumbia rendezte a 18., a 2011-es U20-as labdarúgó-világbajnokságot, ahol a FIFA JB bíróként alkalmazta.

###### 2011-es U20-as labdarúgó-világbajnokság
| Időpont            | Helyszín                            | Mérkőzés típusa              | Mérkőzés           | Eredmény | Nézők száma |
| ------------------ | ----------------------------------- | ---------------------------- | ------------------ | -------- | ----------- |
| 2011. augusztus 1. | Atanasio Girardot Stadion, Medellín | csoportmérkőzés (F. csoport) | Mexikó–Észak-Korea | 3 – 0    | 40 943      |
| 2011. augusztus 5. | El Campín Stadion, Bogotá           | csoportmérkőzés (A. csoport) | Kolumbia–Dél-Korea | 1 – 0    | 35 745      |
| 2011. augusztus 9. | Atanasio Girardot Stadion, Medellín | egyik nyolcaddöntő           | Argentína–Egyiptom | 2 – 1    | 38 105      |

---
A világbajnoki döntőkhöz vezető úton Dél-Afrikába a XIX., a 2010-es labdarúgó-világbajnokságra a FIFA JB játékvezetőként alkalmazta.

##### 2010-es labdarúgó-világbajnokság

###### Selejtező mérkőzés
| Időpont         | Helyszín                     | Mérkőzés típusa           | Mérkőzés           | Eredmény | Nézők száma |
| --------------- | ---------------------------- | ------------------------- | ------------------ | -------- | ----------- |
| 2009. június 6. | Tofik Bahramov Stadion, Baku | előselejtező (4. csoport) | Azerbajdzsán–Wales | 0 – 1    | 26 728      |

#### Labdarúgó-Európa-bajnokság

##### U19-es labdarúgó-Európa-bajnokság
Franciaország rendezte a 9., a 2010-es U19-es labdarúgó-Európa-bajnokságot, ahol a FIFA/UEFA JB játékvezetőként foglalkoztatta.

###### 2010-es U19-es labdarúgó-Európa-bajnokság
| Időpont          | Helyszín                         | Mérkőzés típusa              | Mérkőzés                | Eredmény |
| ---------------- | -------------------------------- | ---------------------------- | ----------------------- | -------- |
| 2010. július 18. | Hazé Stadion, Flers              | csoportmérkőzés (A. csoport) | Ausztria–Anglia         | 2 – 3    |
| 2010. július 24. | Louis Villemer Stadion, Saint-Lô | csoportmérkőzés (B. csoport) | Portugália–Horvátország | 0 – 5    |
| 2010. július 27. | Louis Villemer Stadion, Saint-Lô | egyik elődöntő               | Spanyolország–Anglia    | 3 – 1    |

##### U21-es labdarúgó-Európa-bajnokság
Dánia rendezte a 18., a 2011-es U21-es labdarúgó-Európa-bajnokságot, ahol az UEFA JB hivatalnoki feladatokkal bízta meg.

###### 2011-es U21-es labdarúgó-Európa-bajnokság
| Időpont          | Helyszín                | Mérkőzés típusa              | Mérkőzés                       | Eredmény | Nézők száma |
| ---------------- | ----------------------- | ---------------------------- | ------------------------------ | -------- | ----------- |
| 2011. június 12. | Városi Stadion, Herning | csoportmérkőzés (B. csoport) | Spanyolország–Anglia           | 1 – 1    | 8046        |
| 2011. június 18. | Városi Stadion, Aarhus  | csoportmérkőzés (A. csoport) | Svájc–Fehéroroszország         | 3 – 0    | 1604        |
| 2011. június 22. | Városi Stadion, Viborg  | egyik elődöntő               | Spanyolország–Fehéroroszország | 7521     |             |

---
Az európai labdarúgó torna döntőjéhez vezető úton Ukrajnába és Lengyelországba a XIV., a 2012-es labdarúgó-Európa-bajnokságra valamint Franciaországba a XV., a 2016-os labdarúgó-Európa-bajnokságra az UEFA JB játékvezetőként foglalkoztatta.

##### 2012-es labdarúgó-Európa-bajnokság

###### Selejtező mérkőzés
csoportmérkőzés
| Időpont             | Helyszín                    | Mérkőzés típusa           | Mérkőzés                 | Eredmény | Nézők száma |
| ------------------- | --------------------------- | ------------------------- | ------------------------ | -------- | ----------- |
| 2010. szeptember 7. | RheinEnergieStadion, Köln   | előselejtező (A. csoport) | Németország–Azerbajdzsán | 6 – 1    | 43 751      |
| 2011. március 26.   | Qemal Stafa Stadion, Tirana | előselejtező (D. csoport) | Albánia–Fehéroroszország | 1 – 0    | 13 826      |

##### 2016-os labdarúgó-Európa-bajnokság

###### Selejtező mérkőzés
| Időpont            | Helyszín                       | Mérkőzés típusa           | Mérkőzés       | Eredmény | Nézők száma |
| ------------------ | ------------------------------ | ------------------------- | -------------- | -------- | ----------- |
| 2014. november 16. | Vassil Levszki Stadion, Szófia | előselejtező (H. csoport) | Bulgária–Málta | 1 – 1    | 1000        |